# DR 7.0
La DR 7.0 è un'autovettura di tipo SUV di segmento D commercializzato dalla casa automobilistica italiana DR Automobiles a partire dal 2023.
Il veicolo è collocato al vertice della gamma del marchio molisano per dimensioni e prezzo. Questo veicolo è strettamente correlato al più compatto 6.0, che rappresenta di fatto la sua versione a cinque posti. 

## Il contesto

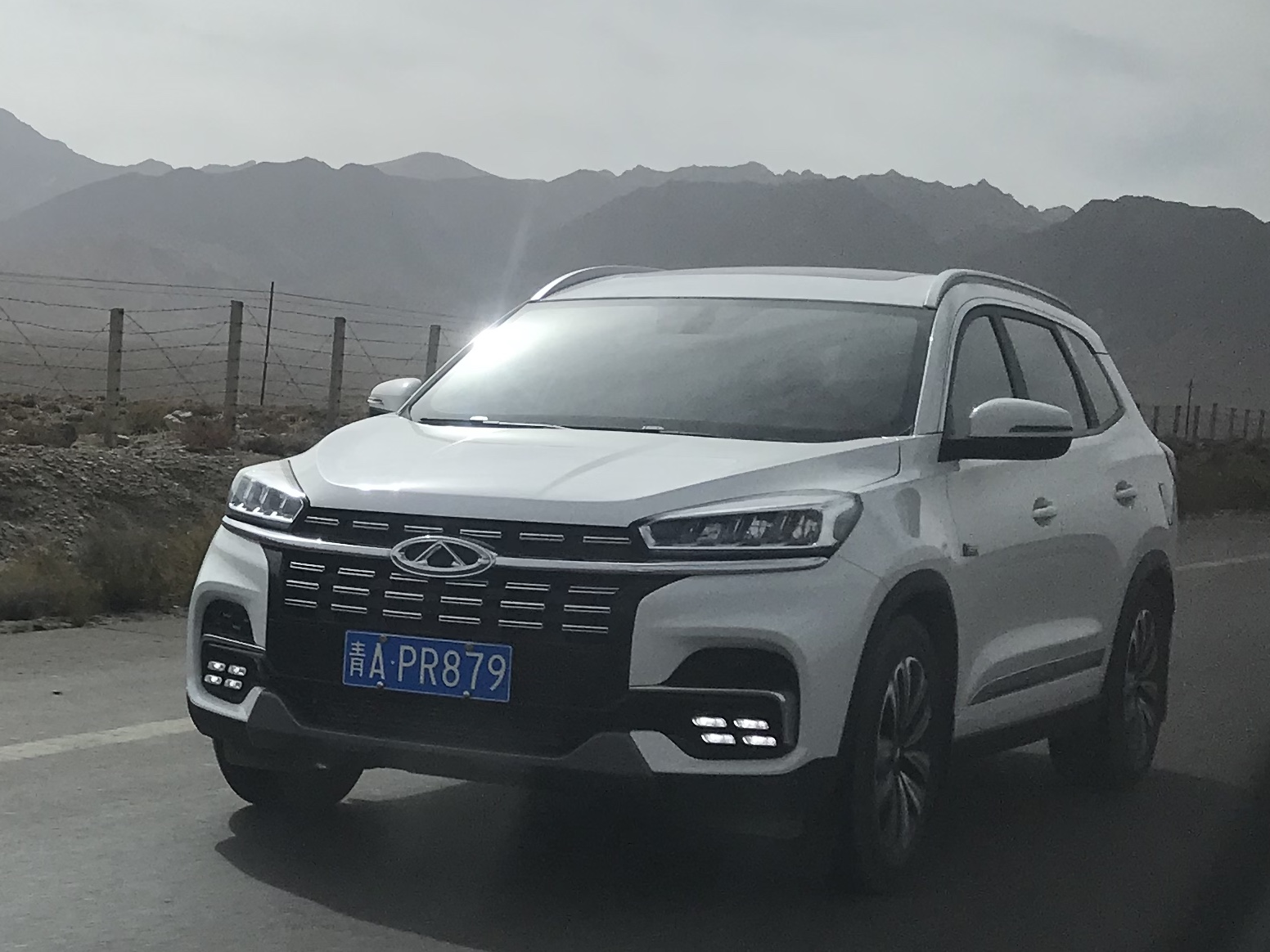
Il SUV Chery Tiggo 8, veicolo da cui deriva il DR 7.0

Il SUV medio DR 7.0 è stato presentato durante il Milano Monza Open-Air Motor Show del 2022 e rappresenta una prima assoluta per il marchio molisano, che per la prima volta offre in gamma un veicolo di segmento D e a sette posti.  
Il DR 7.0 deriva dal SUV cinese Chery Tiggo 8, ma (al contrario di quanto avviene usualmente) differisce in maniera significativa nel frontale, completamente identico a quello del più compatto DR 6.0, mentre nel posteriore le modifiche rispetto al veicolo originario sono più contenute: il portellone è dotato del logo della casa asimmetrico, mentre le luci a LED sono identiche a quelle del fratello minore. Gli interni sono anch'essi molto simili a quelli del 6.0 fatta eccezione per i comandi del clima, dotati di due rotelle e non full touch come sulla sorella minore; per il resto, si hanno le ovvie differenze dovute alle portiere di taglio diverso e alla presenza della terza fila di sedili.
Il veicolo è entrato in commercio nel 2023 con un solo motore: un 1.5 turbocompresso a benzina omologato Euro 6D di produzione Acteco, disponibile anche con impianto a GPL. L'unico cambio disponibile è, al contrario di quanto avviene sul 6.0 (dotato di un cambio CVT), un automatico doppia frizione a sette rapporti (analogo a quello già utilizzato in precedenza dai vari 4.0 e F35).

### Evoluzione
All'inizio del 2024 viene presentato un restyling della vettura, caratterizzato da un frontale inedito e molto simile alla versione cinese, fatta eccezione per la calandra anteriore e il logo.

## Motori e allestimenti
L'unico motore disponibile per il DR 7.0 è un motore a benzina turbocompresso 1.5 che eroga 114 Kw/154 Cv a 5500 giri/min, abbinato solo ad un cambio automatico doppia frizione a sette rapporti. Il veicolo è disponibile solo con la trazione anteriore. Nel caso in cui il motore è dotato di impianto a GPL o a metano, la potenza scende a 110 Kw/149Cv a 5900 giri/min. Il motore è prodotto da Acteco, la filiale di Chery incaricata alla produzione dei motori e delle trasmissioni.
Il veicolo è disponibile, come da tradizione, in un unico allestimento full optional, che comprende fra le altre cose sette posti a sedere, 6 airbag, ABS, ESP, cruise control, strumentazione LCD da 7 pollici, tetto panoramico, sistema multimediale da 12,3 pollici con navigatore e connettività Apple CarPlay/Android Auto, sensori di parcheggio, telecamere a 360°, caricatore wireless per il cellulare, fari full LED, sistema di accensione e avviamento della vettura senza chiavi e clima automatico a due zone.